# Elecciones provinciales de Tucumán de 1931
Las elecciones generales de la provincia de Tucumán de 1931 tuvieron lugar el domingo 8 de noviembre del mencionado año, al mismo tiempo que las elecciones presidenciales y legislativas a nivel nacional. Se realizaron con el objetivo de normalizar las instituciones autónomas constitucionales de la provincia luego de su intervención tras el golpe de Estado del 6 de septiembre de 1930. Se debían elegir 53 escaños de un Colegio Electoral Provincial, para elegir al Gobernador y al Vicegobernador, a los 19 escaños que compondrían el Senado Provincial, y a los 34 escaños de la Cámara de Diputados, que de este modo constituirían los poderes ejecutivo y legislativo de la provincia para el período 1932-1936.
Estos comicios se celebraron en el marco de la llamada Década Infame, en la que el fraude electoral era común en la mayoría de los procesos electorales. La Unión Cívica Radical (UCR), gobernante antes del golpe, se abstuvo en casi todas las elecciones al comenzar el período. En Tucumán, sin embargo, destacó la presencia de Juan Luis Nougués, intendente de San Miguel de Tucumán, la capital provincial, al momento de la interrupción constitucional, por el partido regionalista Defensa Provincial - Bandera Blanca (DP-BB). Nougués se enfrentó con el gobierno de facto y se presentó como candidato a gobernador, representando una dura competencia para los beneficiados por el fraude. La Concordancia, coalición conservadora fundada para las elecciones por el gobierno militar, presentó dos candidaturas, Adolfo Piossek, del Partido Demócrata Nacional (PDN), y Gregorio Aráoz Alfaro, de la Unión Cívica Radical Antipersonalista (UCR-A). Por su parte, las tres candidaturas conservadoras debieron competir contra Mario Bravo, excandidato presidencial del Partido Socialista (PS), que iba acompañado por el Partido Demócrata Progresista (PDP), en el frente denominado Alianza Civil.
A pesar del fraude y la intimidación a los votantes en favor de Piossek, Nougués obtuvo la primera minoría de votos con un 43.40% de los sufragios, seguido por el 38.09% del candidato del PDN. Bravo recogió el 14.65% y Aráoz Alfaro el 3.86%. La participación fue del 79.22% del electorado registrado, y el 21.27% de los votos emitidos fueron en blanco o anulados, probablemente debido a la abstención radical. De este modo, el Colegio Electoral quedó sin mayoría con 25 electores de Defensa Provincial - Bandera Blanca, 21 del PDN, 6 del PS, y uno del antipersonalismo. En el plano legislativo, Defensa Provincial - Bandera Blanca obtuvo mayoría absoluta en el Senado Provincial con 10 de los 19 senadores, contra 8 demócratas nacionales y uno socialista. En la Cámara de Diputados, debido al sistema electoral irregular, el PDN obtuvo por su parte la mayoría simple con 16 bancas contra 15 del provincialismo, dos del socialismo y una del antipersonalismo. A fin de evitar que la coalición fraudulenta tomara el control de la provincia, Nougués logró un pacto con Bravo y, al momento de reunirse el Colegio Electoral el 5 de febrero de 1931, los socialistas votaron por Nougués, que asumió la gobernación el 18 de febrero, junto a los legisladores electos.
Nougués no completó el mandato constitucional ya que la provincia fue intervenida por el gobierno de Agustín Pedro Justo el 4 de junio de 1934, al igual que casi todas las provincias donde gobernaban partidos contrarios al régimen fraudulento.